# Sean Strickland
Sean Strickland (Anaheim, 27 de fevereiro de 1991) é um lutador americano de artes marciais mistas profissional. Strickland foi campeão mundial de MMA Peso-Médio pelo UFC, ao derrotar Israel Adesanya por Decisão Unânime no UFC 293. Strickland também recebeu o título de “Lutador do Ano” em 2023.

## Início
Nascido em Anaheim, Califórnia, Strickland começou a treinar MMA aos 14 anos e se profissionalizou aos 16.

## Vida Pessoal
Em dezembro de 2018, Strickland foi atingido por um carro enquanto dirigia sua moto em Los Angeles, deixando-o inconsciente. Ele sofreu múltiplas lesões e precisou operar o joelho após o acidente.

## Carreira no MMA

### Ultimate Fighting Championship
Strickland fez sua estreia no UFC em 15 de março de 2014 no UFC 171 contra Bubba McDaniel. Strickland venceu por finalização no primeiro round.
Strickland enfrentou Luke Barnatt no UFC Fight Night 41 em 31 de maio 2014. Strickland venceu por decisão dividida.
Strickland enfrentou Santiago Ponzinibbio em 22 de fevereiro de 2015 no UFC Fight Night 61. Strickland perdeu por decisão unânime.
Strickland enfrentou Igor Araújo em 15 de julho de 2015 no UFC Fight Night 71. Ele venceu por decisão unânime.
Strickland enfrentou Alex Garcia em 21 de fevereiro de 2016 no UFC Fight Night 83. Ele venceu por nocaute técnico no terceiro round.
Strickland em seguida enfrentou Tom Breese em 4 de junho de 2016 no UFC 199. Ele venceu por decisão dividida.
Strickland enfrentou Kamaru Usman em 8 de abril de 2017 no UFC 210. Ele perdeu por decisão unânime.
Strickland enfrentou Court McGee em 11 de novembro de 2017 no UFC Fight Night 120. Strickland venceu por decisão unânime.
Strickland enfrentou Elizeu Zaleski dos Santos em 12 de maio de 2018 no UFC 224: Nunes vs. Pennington. Ele perdeu por nocaute no round.

## Cartel no MMA
| Cartel no MMA   |             |            |
| 29 lutas        | 25 vitórias | 4 derrotas |
| Por nocaute     | 10          | 2          |
| Por finalização | 4           | 0          |
| Por decisão     | 11          | 2          |

| Res.    | Cartel | Oponente                  | Método                                 | Evento                                     | Data       | Round | Tempo | Local                    | Notas                                                      |
| ------- | ------ | ------------------------- | -------------------------------------- | ------------------------------------------ | ---------- | ----- | ----- | ------------------------ | ---------------------------------------------------------- |
| Derrota | 29-7   | Dricus du Plessis         | Decisão (unânime)                      | UFC 312: Du Plessis vs. Strickland 2       | 08/02/2025 | 5     | 5:00  | Sydney                   | Pelo Cinturão Peso Médio do UFC                            |
| Vitória | 29-6   | Paulo Borrachinha         | Decisão (dividida)                     | UFC 302: Makhachev vs. Poirier             | 01/06/2024 | 5     | 5:00  | Newark, New Jersey       |                                                            |
| Derrota | 28-6   | Dricus du Plessis         | Decisão (dividida)                     | UFC 297: Strickland vs. du Plessis         | 20/01/2024 | 5     | 5:00  | Toronto, Ontario         | Perdeu o Cinturão Peso Médio do UFC; Luta da Noite.        |
| Vitória | 28-5   | Israel Adesanya           | Decisão (unânime)                      | UFC 293: Adesanya vs. Strickland           | 10/09/2023 | 5     | 5:00  | Sydney                   | Ganhou o Cinturão Peso Médio do UFC; Performance da Noite. |
| Vitória | 27-5   | Abusupiyan Magomedov      | Nocaute Técnico (socos)                | UFC Fight Night: Strickland vs. Magomedov  | 01/07/2023 | 2     | 4:20  | Las Vegas, Nevada        | Retorno aos Médios; Performance da Noite.                  |
| Vitória | 26-5   | Nassourdine Imavov        | Decisão (unânime)                      | UFC Fight Night: Strickland vs. Imavov     | 14/01/2023 | 5     | 5:00  | Las Vegas, Nevada        | Estreia nos Meio Pesados.                                  |
| Derrota | 25-5   | Jared Cannonier           | Decisão (dividida)                     | UFC Fight Night: Cannonier vs. Strickland  | 17/12/2022 | 5     | 5:00  | Las Vegas, Nevada        |                                                            |
| Derrota | 25-4   | Alex Pereira              | Nocaute (socos)                        | UFC 276: Adesanya vs. Cannonier            | 02/07/2022 | 1     | 2:36  | Las Vegas, Nevada        |                                                            |
| Vitória | 25-3   | Jack Hermansson           | Decisão (dividida)                     | UFC Fight Night: Hermansson vs. Strickland | 05/02/2022 | 5     | 5:00  | Las Vegas, Nevada        |                                                            |
| Vitória | 24-3   | Uriah Hall                | Decisão (unânime)                      | UFC on ESPN: Hall vs. Strickland           | 31/07/2021 | 5     | 5:00  | Enterprise, Nevada       |                                                            |
| Vitória | 23-3   | Krzysztof Jotko           | Decisão (unânime)                      | UFC on ESPN: Reyes vs. Procházka           | 01/05/2021 | 3     | 5:00  | Las Vegas, Nevada        |                                                            |
| Vitória | 22-3   | Brendan Allen             | Nocaute Técnico (socos)                | UFC Fight Night: Felder vs. dos Anjos      | 14/11/2020 | 2     | 1:32  | Las Vegas, Nevada        | Performance da Noite.                                      |
| Vitória | 21-3   | Jack Marshman             | Decisão (unânime)                      | UFC Fight Night: Hall vs. Silva            | 31/10/2020 | 3     | 5:00  | Las Vegas, Nevada        | Volta aos Médios.                                          |
| Vitória | 20-3   | Nordine Taleb             | Nocaute Técnico (socos)                | UFC Fight Night: Volkan vs. Smith          | 27/10/2018 | 2     | 3:10  | Moncton, New Brunswick   |                                                            |
| Derrota | 19-3   | Elizeu Zaleski dos Santos | Nocaute Técnico (chute rodado e socos) | UFC 224: Nunes vs. Pennington              | 12/05/2018 | 1     | 3:40  | Rio de Janeiro           |                                                            |
| Vitória | 19-2   | Court McGee               | Decisão (unânime)                      | UFC Fight Night: Poirier vs. Pettis        | 11/11/2017 | 3     | 5:00  | Norfolk, Virginia        |                                                            |
| Derrota | 18-2   | Kamaru Usman              | Decisão (unânime)                      | UFC 210: Cormier vs. Johnson 2             | 08/04/2017 | 3     | 5:00  | Buffalo, New York        |                                                            |
| Vitória | 18-1   | Tom Breese                | Decisão (dividida)                     | UFC 199: Rockhold vs. Bisping II           | 04/06/2016 | 3     | 5:00  | Inglewood, California    |                                                            |
| Vitória | 17-1   | Alex Garcia               | Nocaute (socos)                        | UFC Fight Night: Cowboy vs. Cowboy         | 21/02/2016 | 3     | 4:25  | Pittsburgh, Pennsylvania |                                                            |
| Vitória | 16-1   | Igor Araújo               | Decisão (unânime)                      | UFC Fight Night: Mir vs. Duffee            | 15/07/2015 | 3     | 5:00  | San Diego, California    |                                                            |
| Derrota | 15-1   | Santiago Ponzinibbio      | Decisão (unânime)                      | UFC Fight Night: Pezão vs. Mir             | 22/02/2015 | 3     | 5:00  | Porto Alegre             | Estreia nos Meio Médios.                                   |
| Vitória | 15-0   | Luke Barnatt              | Decisão (dividida)                     | UFC Fight Night: Muñoz vs. Mousasi         | 31/05/2014 | 3     | 5:00  | Berlim                   |                                                            |
| Vitória | 14-0   | Bubba McDaniel            | Finalização (mata leão)                | UFC 171: Hendricks vs. Lawler              | 15/03/2014 | 1     | 4:33  | Dallas, Texas            | Estreia no UFC.                                            |
| Vitória | 13-0   | Matt Lagler               | Nocaute Técnico (socos)                | KOTC: Split Decision                       | 29/08/2013 | 1     | 4:59  | Highland, California     | Defendeu o Cinturão Peso Médio do KOTC.                    |
| Vitória | 12-0   | Yusuke Sakashita          | Decisão (unânime)                      | KOTC: Worldwide                            | 05/07/2013 | 5     | 5:00  | Manila                   | Defendeu o Cinturão Peso Médio do KOTC.                    |
| Vitória | 11-0   | Bill Albrecht             | Nocaute (soco)                         | KOTC: Restitution                          | 07/02/2013 | 1     | 2:41  | Los Angeles, California  | Defendeu o Cinturão Peso Médio do KOTC.                    |
| Vitória | 10-0   | Josh Bryant               | Decisão (dividida)                     | KOTC: Unification                          | 09/12/2012 | 3     | 5:00  | Highland, California     | Defended o Cinturão Peso Médio do KOTC.                    |
| Vitória | 9-0    | Brandon Hunt              | Nocaute Técnico (socos)                | KOTC: Hardcore                             | 26/04/2012 | 1     | 3:24  | Highland, California     | Defendeu o Cinturão Peso Médio do KOTC.                    |
| Vitória | 8-0    | Brandon Hunt              | Nocaute Técnico (socos)                | KOTC: Steel Curtain                        | 17/12/2011 | 1     | 3:48  | Norman, Oklahoma         | Ganhou o Cinturão Peso Médio do KOTC.                      |
| Vitória | 7-0    | Brett Sbardella           | Nocaute (socos)                        | KOTC: Demolition                           | 06/08/2011 | 1     | 1:03  | Walker, Minnesota        |                                                            |
| Vitória | 6-0    | Donavin Hawkey            | Finalização (mata leão)                | KOTC: Platinum                             | 25/11/2010 | 1     | 1:21  | Durban                   |                                                            |
| Vitória | 5-0    | Adriel Montes             | Nocaute Técnico (socos)                | KOTC: Underground 63                       | 02/10/2010 | 2     | 1:05  | Laughlin, Nevada         |                                                            |
| Vitória | 4-0    | George Interiano          | Decisão (unânime)                      | LBFN 7: Long Beach Fight Night 7           | 03/01/2010 | 3     | 5:00  | Long Beach, Califórnia   |                                                            |
| Vitória | 3-0    | William Wheeler           | Finalização (mata leão)                | KOTC: Jolted                               | 03/10/2009 | 1     | 1:55  | Laughlin, Nevada         |                                                            |
| Vitória | 2-0    | Brandon Ellsworth         | Nocaute Técnico (socos)                | KOTC: Last Resort                          | 14/03/2009 | 1     | 1:28  | Laughlin, Nevada         |                                                            |
| Vitória | 1-0    | Tyler Pottett             | Finalização (mata leão)                | KOTC: Protege                              | 22/03/2008 | 2     | 1:53  | Laughlin, Nevada         | Estreia nos Médios.                                        |